# 朝來郡
朝來郡（日语：〔〕／ Asago gun */?）是過去位於兵庫縣北部的郡，已於2005年4月1日因無管轄町村而被廢除。
過去的範圍相當於現在的朝來市的大部分區域。

## 歷史
在令制國時代屬於但馬國。19世紀末江戶時代結束之際，朝來郡大部分地區屬於幕府的領地，另有少部分地區屬於篠山藩。
隨著1868年幕府的結束及接著實施的廢藩置縣政策，曾分別先後隸屬府中裁判所、久美濱縣、生野縣、篠山縣，1871年全數被整併到豐岡縣內，1876年再次整併到兵庫縣。
1879年實施郡區町村編制法，正式的設置了近代的行政區劃「朝來郡」，但當時是與養父郡共同設置「養父朝來郡役所」，郡役所設於和田山村（位於現在的朝來市）。

### 沿革

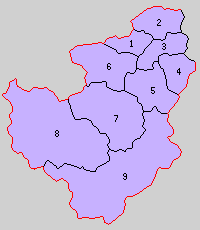
1889年朝來郡轄下的行政區劃
1.枚田村 2.東河村 3.梁瀨村 4.粟鹿村 5.與布土村 6.竹田村 7.中川村 8.山口村 9.生野町

- 1889年4月1日：實施町村制，朝來郡下設：枚田村、東河村（日语：東河村）、梁瀨村、粟鹿村（日语：粟鹿村）、與布土村（日语：与布土村）、竹田村、中川村（日语：中川村 (兵庫県)）、山口村（日语：山口村 (兵庫県朝来郡)）、生野町（日语：生野町）。（1町8村）
- 1902年07月1日：實施郡制（日语：郡制），設立郡參事會（日语：郡参事会）。
- 1923年04月1日：廢除郡會和郡參事會。
- 1926年04月1日：梁瀨村改制為梁瀨町（日语：梁瀬町）。（2町7村）
- 1926年7月1日：廢除郡役所，此後郡不再作為行政區劃，只作為地名的表示。
- 1927年01月1日：竹田村改制為竹田町（日语：竹田町 (兵庫県)）。（3町6村）
- 1930年04月10日：枚田村改制又改名為和田山町（日语：和田山町）。（4町5村）
- 1954年03月31日：（5町1村）
  - 山口村、中川村合併為朝來町（日语：朝来町）。
  - 梁瀨町、粟鹿村、與布土村合併為山東町（日语：山東町 (兵庫県)）。
- 1955年03月31日：和田山町和東河村合併為新設立的和田山町。（5町）
- 1956年09月30日：和田山町、竹田町和養父郡南但町（日语：南但町）合併為新設立的和田山町。（4町）
- 1957年04月1日：神崎郡大河內町（日语：大河内町）的栃原、川尻地區被併入生野町。
- 1959年04月1日：和田山町的部分地區被併入養父郡養父町（日语：養父町）。
- 2005年04月1日：生野町、和田山町、山東町、朝來町合併為朝來市[2]，並脫離朝來郡；同時朝來郡因無管轄町村而被廢除。

### 變遷表
| 1889年4月1日 | 1889年-1926年       | 1926年-1944年          | 1944年-1954年          | 1954年-1989年              | 1954年-1989年          | 1989年-現在         | 現在                |
| ------------ | ------------------- | ---------------------- | ---------------------- | -------------------------- | ---------------------- | ------------------- | ------------------- |
| 養父郡大藏村 | 養父郡大藏村        | 養父郡大藏村           | 養父郡大藏村           | 1955年3月31日 養父郡南但町 | 1956年9月30日 和田山町 | 2005年4月1日 朝來市 | 2005年4月1日 朝來市 |
| 養父郡糸井村 |                     |                        |                        | 1955年3月31日 養父郡南但町 | 1956年9月30日 和田山町 | 2005年4月1日 朝來市 | 2005年4月1日 朝來市 |
| 枚田村       | 枚田村              | 1930年4月10日 和田山町 | 1930年4月10日 和田山町 | 1955年3月31日 和田山町     | 1956年9月30日 和田山町 | 2005年4月1日 朝來市 | 2005年4月1日 朝來市 |
| 東河村       |                     |                        |                        | 1955年3月31日 和田山町     | 1956年9月30日 和田山町 | 2005年4月1日 朝來市 | 2005年4月1日 朝來市 |
| 竹田村       | 竹田村              | 1927年1月1日 竹田町    | 1927年1月1日 竹田町    | 1927年1月1日 竹田町        | 1956年9月30日 和田山町 | 2005年4月1日 朝來市 | 2005年4月1日 朝來市 |
| 梁瀨村       | 1926年4月1日 梁瀨町 | 1926年4月1日 梁瀨町    | 1954年3月31日 山東町   | 1954年3月31日 山東町       | 1954年3月31日 山東町   | 2005年4月1日 朝來市 | 2005年4月1日 朝來市 |
| 粟鹿村       |                     |                        | 1954年3月31日 山東町   | 1954年3月31日 山東町       | 1954年3月31日 山東町   | 2005年4月1日 朝來市 | 2005年4月1日 朝來市 |
| 與布土村     |                     |                        | 1954年3月31日 山東町   | 1954年3月31日 山東町       | 1954年3月31日 山東町   | 2005年4月1日 朝來市 | 2005年4月1日 朝來市 |
| 中川村       | 中川村              | 中川村                 | 1954年3月31日 朝來町   | 1954年3月31日 朝來町       | 1954年3月31日 朝來町   | 2005年4月1日 朝來市 | 2005年4月1日 朝來市 |
| 山口村       |                     |                        | 1954年3月31日 朝來町   | 1954年3月31日 朝來町       | 1954年3月31日 朝來町   | 2005年4月1日 朝來市 | 2005年4月1日 朝來市 |
| 生野町       |                     |                        |                        |                            |                        | 2005年4月1日 朝來市 | 2005年4月1日 朝來市 |